# Aleksander Nowacki
Aleksander Nowacki (ur. 21 sierpnia 1944 we Lwowie) – polski piosenkarz, muzyk, kompozytor, aranżer, realizator i producent muzyki rozrywkowej.

## Życiorys
Nowacki urodził się we Lwowie (wówczas jeszcze leżącym na terenie Polski). Jego ojciec Bernard Nowacki był śpiewakiem solistą Opery Wrocławskiej, a matka śpiewaczką Operetki Śląskiej. W dzieciństwie uczył się gry na fortepianie (średnia szkoła muzyczna). Później samodzielnie nauczył się grać na banjo i gitarze (również basowej i hawajskiej).

### Debiut i początki
Zadebiutował w 1960 roku w konkursie Szukamy Młodych Talentów, w którym zajął drugie miejsce. Konkurs ten był organizowany przez Rozgłośnię Polskiego Radia w Gdańsku i zespół Czerwono-Czarni, z którymi Nowacki występował potem przez jakiś czas.
W 1962 roku jako wokalista doszedł do finału I Festiwalu Młodych Talentów w Szczecinie. W tym samym roku założył własny zespół „Teenagers” – późniejsze Nastolatki. Zespół ten zajął II miejsce na II FMT w Szczecinie w 1963 roku i później również II miejsce na Wiosennym Festiwalu Muzyki Nastolatków w Gdańsku w 1966 roku, gdzie przegrał tylko jednym punktem z zespołem Skaldowie.
W „Nastolatkach” występowały również Kasia Sobczyk, Marianna Wróblewska i Sława Mikołajczyk.
Piosenki „Nastolatków” gościły wielokrotnie na antenie Rozgłośni Harcerskiej a nawet w Programie Trzecim Polskiego Radia (jednak nagrania nie zachowały się).
Rozpoczął studia na Politechnice Wrocławskiej (elektronika), ale po ich przerwaniu został powołany do służby wojskowej. Tam śpiewał w Zespole Reprezentacyjnym Śląskiego Okręgu Wojskowego i prowadził własny kabaret muzyczny.
Już podczas służby wojskowej otrzymywał oferty od różnych zespołów, ale wybrał grupę gwiazd Quorum założoną przez Jerzego Loranca. Nowacki występował z Quorum jako wokalista w latach 1969–1970. Następnie (po rozpadzie Quorum) jako solista, konferansjer i kompozytor z zespołem Alibabki.
W 1971 roku wykonał pierwsze w Polsce nagranie (wyemitowane w Polskim Radiu) muzyki pop z wykorzystaniem syntezatora (Ja to nie ja, słowa Bogdan Chorążuk).
Nowacki jest również jedynym kompozytorem do którego muzyki napisał teksty Edward Stachura (Opadły mgły, wstaje nowy dzień, Za dalą dal).

### Dalsza kariera

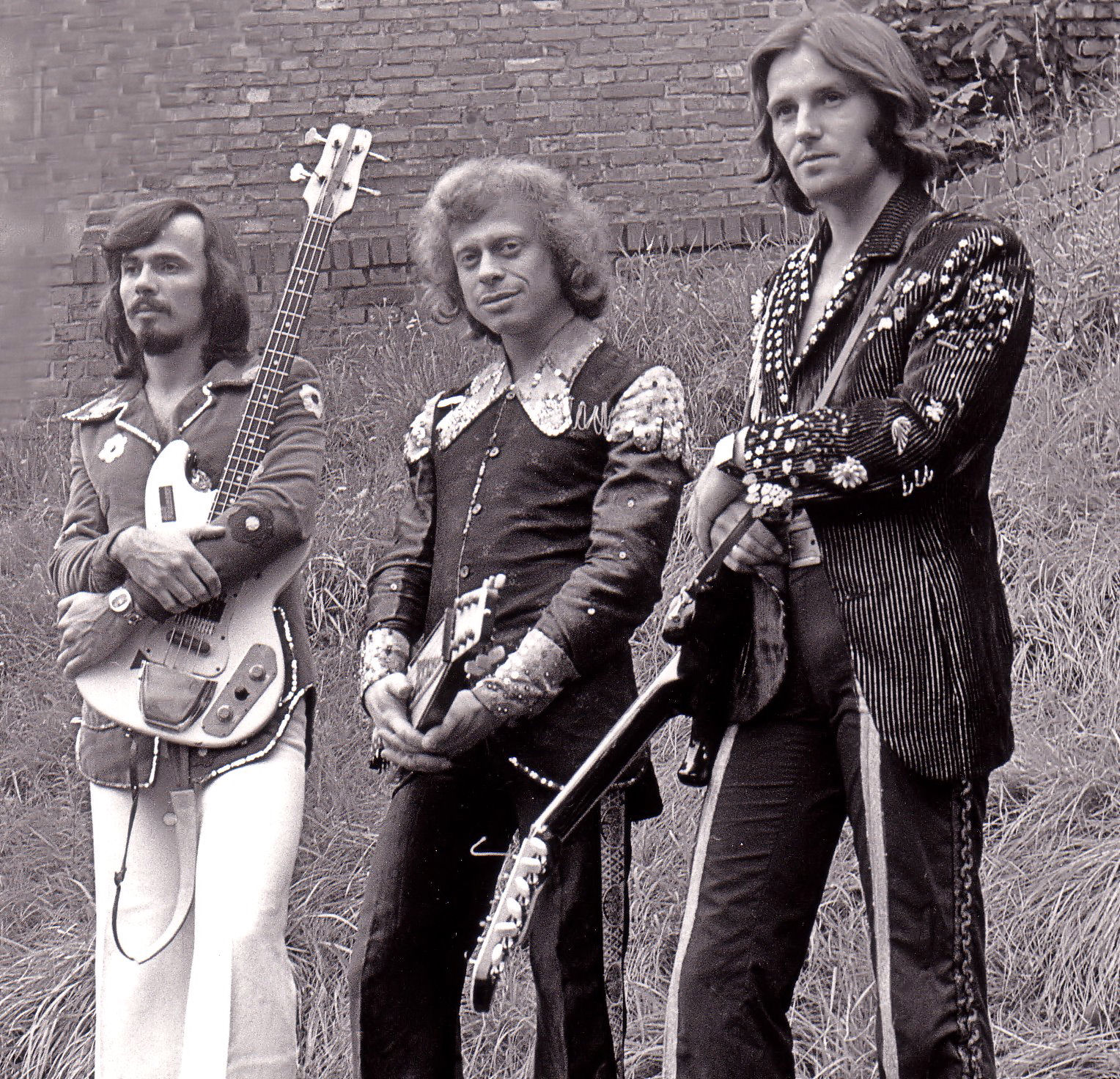
Homo Homini

W 1972 roku założył zespół Homo Homini, z którym koncertował i nagrywał do 1982 roku. W latach 1982–1992 przebywał w Austrii, Szwajcarii i RFN, gdzie występował w grupie Tony’s Jetmen Selection i Music Service Band, a także pracował jako niezależny kompozytor i aranżer.
Jest kompozytorem piosenek nagradzanych na festiwalach Berlinie (1973), Rostocku (1974), Lipsku i w Opolu (1973, 1975). Komponuje muzykę filmową (Zoobajeczki) i teatralną (Małpet cyrk). Również w okresach współpracy z różnymi zespołami nagrywał dla Polskiego Radia jako solista własne kompozycje, z których kilka stało się przebojami: Znowu mija dzień, Za dalą dal (duet z Tadeuszem Woźniakiem), Z godziny na godzinę, On albo ja, Mały i zły, Koncert na 15 świec, Moje prawo do słońca (przebój Lata z Radiem w 1984 roku), Szukam drogi do szczęśliwych wysp (4 tygodnie na pierwszym miejscu, 11 tygodni na liście przebojów Polskiego Radia). Kompozycje Nowackiego Tobie Karolino, W tym domu straszy, Mam skłonności do przesady, Za górą za dniem stały się wielkimi przebojami grupy Homo Homini.
Działalność zespołu przerwał stan wojenny i Nowacki wyjechał za granicę. Początkowo występował w Austrii, Szwajcarii i Niemczech Zachodnich (m.in. z „Tony's Jetmen Selection” i „Music Service Band”). Osiedlił się na dłużej w Hamburgu, gdzie dalej występował, komponował i aranżował.

### Po powrocie do Polski

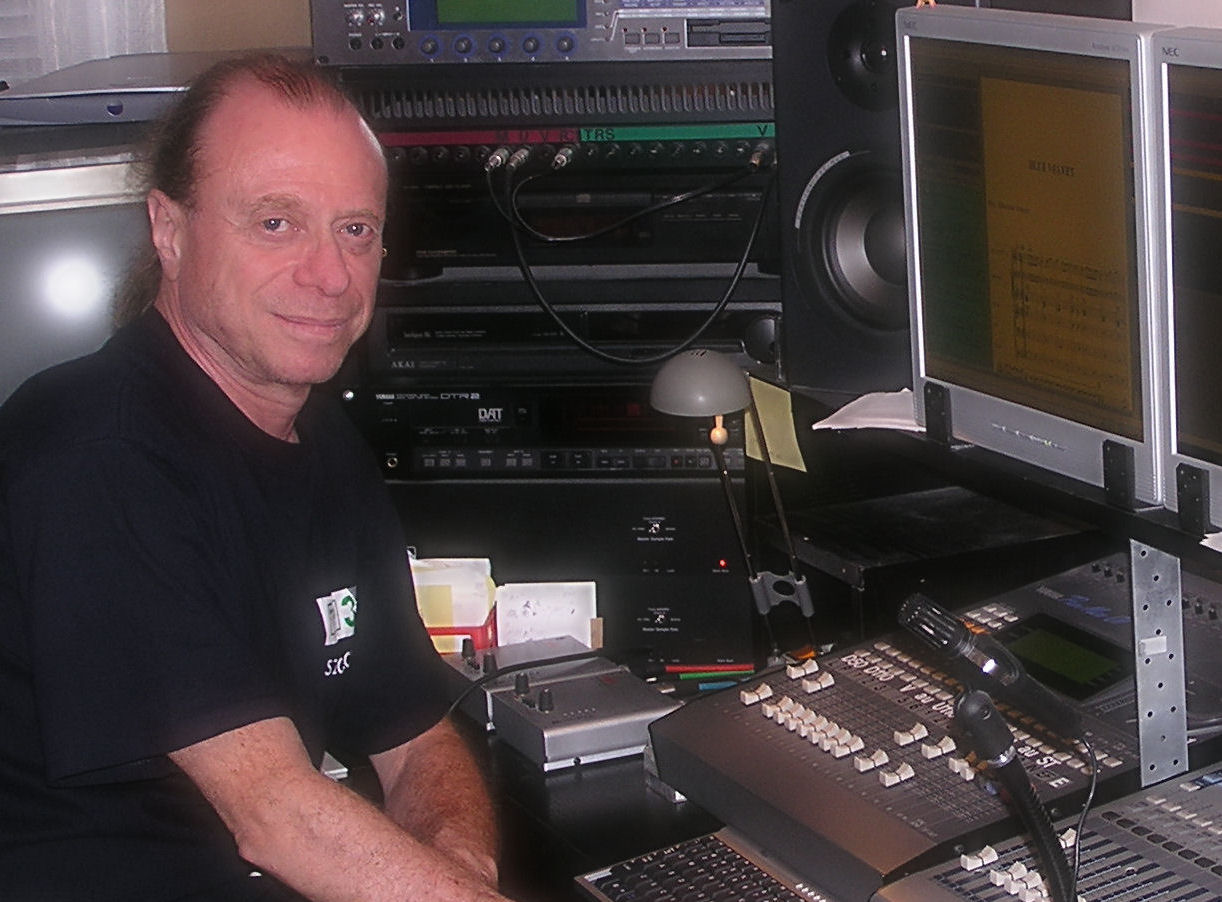
Aleksander Nowacki w swoim studiu nagrań

Jako pierwszy w Polsce artysta dokonał nagrań piosenek na prywatnej sesji – w 1984 roku wynajął za własne pieniądze studio Polskiego Radia w Szczecinie i nagrał materiał, który rok później wydały na licencji Polskie Nagrania w postaci kasety magnetofonowej (z uwagi na ówczesne problemy z masą winylową do tłoczenia płyt). Album ten nosi tytuł Własność prywatna, zawierała 8 utworów, z których 4 dotarły do pierwszych miejsc listy przebojów Pierwszego Programu Polskiego Radia.
Piosenka Szukam drogi do szczęśliwych wysp z tego samego albumu pozostawała na pierwszym miejscu listy przebojów przez rekordowe cztery tygodnie (i przez ponad 4 miesiące na liście).
Również następny materiał Czas przypływu Nowacki nagrał prywatnie w Szczecinie (te piosenki jednak nie znalazły się na antenie).
W 1992 r. wrócił do Polski po kolejnym kilkuletnim wyjeździe. W 1993 roku założył i prowadzi prywatne studio nagrań studio nowacki specjalizujące się w różnych formach muzycznych (piosenki, muzyka instrumentalna) i reklamie radiowej i telewizyjnej. Jest kompozytorem i aranżerem, a także producentem płyt (ponad trzydziestu) innych wykonawców (m.in. Iwona Niedzielska, Jerzy Rybiński, Waldemar Kocoń, Andrzej Dąbrowski, Marek Majewski, Tadeusz Ross, Jerzy Połomski, Waldemar Kocoń), ostatnio również wydawcą.
Jego studio nagrań zajmuje się nie tylko muzyką, ale również i produkcją małych form filmowych. Nowacki był realizatorem i producentem godzinnego filmu dokumentalnego „Warszawa – Ostatnie spojrzenie – Tajne fotografie Luftwaffe” wyświetlanego w 2005 r. przed Pałacem Kultury i Nauki. Do tego samego wydarzenia Nowacki stworzył plakat wystawy. Jego autorstwa jest również logo Stowarzyszenia Artystów Wykonawców SAWP i okładka jednej z płyt Andrzeja Dąbrowskiego.
W 2010 roku obchodził 50-lecie swojej działalności artystycznej.
Nowacki zasiadał lub zasiada we władzach Związku Polskich Autorów i Kompozytorów ZAKR, w Zarządzie Sekcji Kompozytorskiej ZAiKS, w SAWP, w Związku Zawodowym Twórców Kultury ZZTK i wielu międzystowarzyszeniowych komisjach zajmujących się problemami środowiska artystycznego.
Nagrał piosenkę Śmiechu warte do licencyjnego amerykańskiego programu Śmiechu warte w TVP1.

## Dyskografia
- Mam skłonności do przesady
- W tym domu straszy
- Koncert na 15 świec
- Szukam drogi do szczęśliwych wysp
- Wspomnienia o Adelajdzie
- Z godziny na godzinę
- Tobie Karolino
- Sam ze sobą na sam

- 1972 – Lilli the Pink (PD R-0425 Ruch)
- 1972 – Drzewa ruszają w drogę / Za dalą dal (PD R-0121-II Ruch)
- 1973 – Tobie Karolino (PD R-0175-II Ruch)
- 1973 – Drzewo świata / Ile mamy czasu (PD R-0201-II Ruch)
- 1973 – Lew z wosku / Najlepsze z chwil (PD R-022-II Ruch)
- 1973 – Znów o jeden dzień mniej / Pogrzeb smutku (PD R-0271-II Ruch)
- 1973 – Tobie Karolino (SP SP-519 Muza)
- 1973 – HOMO HOMINI (LP XL/SXL 1003 Muza, MC CK 0063 Muza)
- 1974 – Tak będzie jutro (PD R-0631 Ruch)
- 1974 – Wspomnienia o Adelajdzie (PD R-0551)
- 1974 – Wspomnienie o Adelajdzie / Tak będzie jutro (SP SP-536 Muza)
- 1974 – Liebe Karolina / Es zählt dein Weg (SP 456 024 AMIGA)
- 1975 – Usta i oczy (R-0358-II KAW)
- 1975 – Miasto w sztucznym świetle / Z godziny na godzinę (PD R-0444-II Tonpress)
- 1975 – Wspomnienia o Adelajdzie (bez numeru Wifon, Polskie Radio i Telewizja, Opole '74)
- 1975 – W tym domu straszy / Z godziny na godzinę (SP SP-624 Muza)
- 1975 – W tym domu straszy (LP SX 1217 Muza, Opole 1975)
- 1975 – W tym domu straszy (PD R-0567 Tonpress)
- 1976 – HOMO HOMINI (2) (LP SX 1207 Muza)
- 1977 – Może w maju może w grudniu / Mam skłonności do przesady (SP S-211 Tonpress)
- 1978 – Za wieczoru złotą bramą (PD R-0589 Tonpress)
- 1978 – Za siebie / W rabarbarowym gaju (SP S-257 Tonpress)
- 1978 – HOMO HOMINI (3) (LP SX 1343 Muza)
- 1978 – W rabarbarowym gaju (PD R-0710 Tonpress)
- 1979 – Więcej wciąż przed nami niż za nami / Szkoda każdego dnia (SP S-295 Tonpress)
- 1980 – Lilly the Pink / Rym do rymu (SP S-358 Tonpress)
- 1980 – HOMO HOMINI (4) (LP SX 1789 Pronit)
- 1984 – Mały i zły / Ile mamy czasu (S-516 Tonpress)
- 1985 – Własność prywatna (CK-445 Muza)
- 1987 – Czas przypływu (ML-025)
- 1993 – HOMO HOMINI przeboje 1972 – 1982 (SPB MC- 003 Sound-Pol)
- 1993 – HOMO HOMINI Przeboje 1972-1982 (CD SPB CD 036 Sound-Pol)
- 1994 – HOMO HOMINI – NIEZAPOMNIANE (MC AKAR)
- 1994 – Mam skłonności do przesady (AK-017 AKAR)
- 1995 – Arts of love (DIG 224 Digiton)
- 1996 – Zaproszenie do tańca (ECD 074 Polskie Nagrania)
- 1997 – A.N. Piguła / Pada nie pada (SELL S-0038 Selles)
- 1998 – Sahara Sahara / Lato by nie było latem (SELL S-0056 Selles)
- 1998 – Full of romantic (SELL 0062 Selles)
- 1998 – The beat of heart (SELL 0063 Selles)
- 1998 – Dance to dance (SELL 0064 Selles)
- 1999 – Ja to nie ja (SELL 0098 Selles)
- 2000 – Muzykoterapia – Przy kominku (83-901361-8-X LibraMed)
- 2004 – HOMO HOMINI the best (A.A. MTJ CD 10288)
- 2006 – HOMO HOMINI, 4 ALBUMY NA 2 CD (Polskie Nagrania, Klub Płytowy)
- 2006 – Aleksander Nowacki, LATO JEST SUPER – the best (MTJ CD 10405 A.A. MTJ)
- 2007 – Platynowe Przeboje Homo Homini – Najlepsze z chwil (CD10767, 2007 Euro Muzyka)
- 2010 – HOMO HOMINI – Reaktywacja (MTJ CD 10869)
- 2010 – Własność prywatna / Czas przypływu (MTJ, CD 10868)

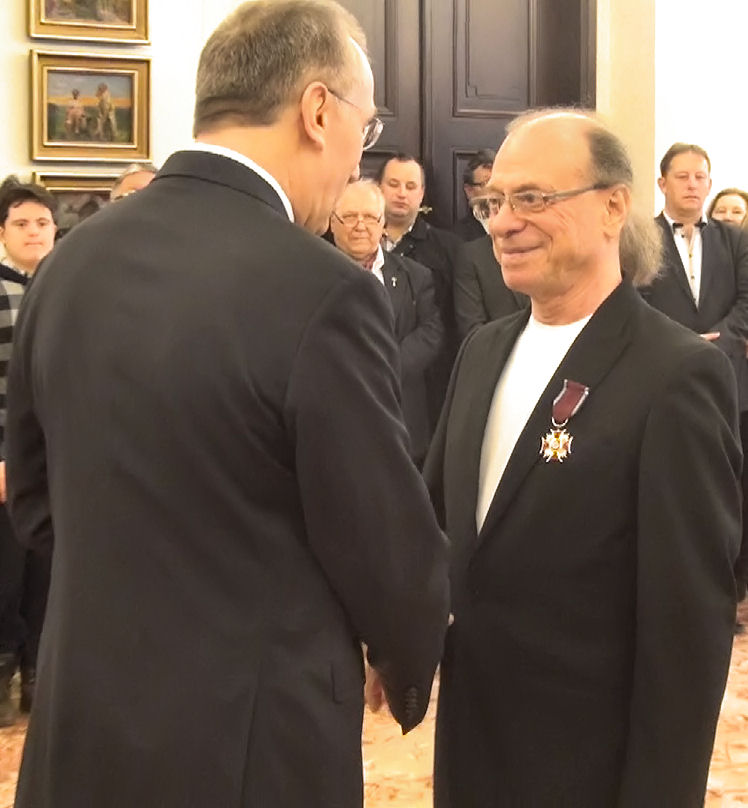
Aleksander Nowacki otrzymuje Złoty Krzyż Zasługi (14 stycznia 2014)

## Odznaczenia
- Złoty Krzyż Zasługi (11 kwietnia 2013)[7][8]
- Srebrny Medal „Zasłużony Kulturze Gloria Artis” (14 grudnia 2010)[9]